# 리노이에 모토히로
이경보(李慶甫, 1589년 ~ 1647년)는 조선 출신 일본의 의사로 정유재란 때 남원성을 지키던 전라도병마절도사 이복남의 셋째 아들로 이성현(李聖賢)이라는 이름도 사용했다. 본관은 우계이며, 일본명은 리노이에 모토히로(일본어: 李家元宥 이가원유[*])이고 조슈 리노이에씨(李家氏)의 시조이다.

## 생애
정유재란 중 남원성 전투에서 모리 군(毛利軍)에 잡혀 일본에 끌려갔다. 그 뒤 모리 가문의 가신 아소누마 모토노부(阿曾沼元信)에 양육되어 조슈번에 정착한다. 그리고, 성을 리노이에(李家)로 개성했으며, 번주 모리 데루모토의 모토(元)를 사성받아 모토히로(元宥)로 개명하였다. 일본의 의학서《방장의학사》(防長醫學史)에 따르면, 그의 장남과 차남과 함께 의사가 되었다고 한다. 또,《하기 번 제가계보》(萩藩諸家系譜)에 따르면, 리노이에 가문은 조선 왕족의 지류로 후대 받아 복록 500석을 받았다고 적고 있다.

## 가계
처는 나이토 모토히데의 딸로 슬하에 3남4녀를 두었다.

## 같이 보기
- 심당길
- 여대남
- 이삼평
- 이복남
- 리노이에 마사후미